# 菊づくし
『菊づくし』とは、日本舞踊の演目のひとつ。菊の花笠を被り、さらにそれを両手にも持って踊るというもの。

## 解説
これは日本舞踊の手ほどきに使われる曲で、主に子供がお浚いの会で踊る。歌舞伎舞踊においては初期の曲かといわれていたがそれほど古いものではなく、安永4年（1775年）9月の江戸森田座で、初代中村のしほの演じた四季の所作事『袖模様四季色歌』（そでもようしきのいろうた）の内の「秋　都大踊」がこの『菊づくし』に当たる。なお初演の時には他にカラミがふたり出たという。作曲者は杵屋作十郎と言われている。三下りの小曲で返し唄があり古風な感じがあるが、現行のものは初演正本と歌詞が少し異なる所がある。森田座初演を安永4年8月と書いた本があるが9月9日が正しい。

## 参考資料
- 『袖模様四季色歌』（初演正本、安永4年）※金井半兵衛・上村吉右衛門版
- 『日本歌謡集成』（巻九）-高野辰之編（1942年、東京堂）
- 『歌舞伎年表』（第四巻）-伊原敏郎（1959年、岩波書店）
- 『長唄名曲要説』（補遺）-淺川玉兎（邦楽社）
- 『日本舞踊全集』（第二巻）-日本舞踊社編（1992年、日本舞踊社）
- 『日本舞踊図鑑』-郡司正勝・龍居竹之介監修（1999年、国書刊行会）